# Халукка
Халукка  (также халука, ивр. חֲלֻקָּה‎) — пожертвования еврейских общин диаспоры в пользу ишува — евреев, живущих в Эрец-Исраэль. Халукка объясняется тем, что евреи Эрец-Исраэль являются хранителями местных святынь и потому заслуживают поддержки со стороны всего еврейского народа.
Халукка распространилась в еврейской диаспоре в Средние века, а организованный сбор халукки был введён в XVI веке. С 1830-х годов халукка собиралась в пользу колелов — групп населения в зависимости от происхождения. Сефарды Эрец-Исраэль зависели от халукки меньше, чем ашкеназы, поскольку были более интегрированы в местное общество. Большинство получателей халукки жили в бедности.
Посланцы Эрец-Исраэль отправлялись в Европу для сбора халукки, путешествия в соседние земли предпринимали и местные сборщики. Общины Польши, Моравии и других стран собирались и побуждали своих членов жертвовать в пользу евреев Эрец-Исраэль. В 1823 году исключительное право на сбор всех пожертвований на халукку в России получила Вильна. В Европе же важнейшим центром был Амстердам. С развитием сионистского движения роль халукки стала уменьшаться, а колелы стали благотворительным фондами.